# 貝里琉島

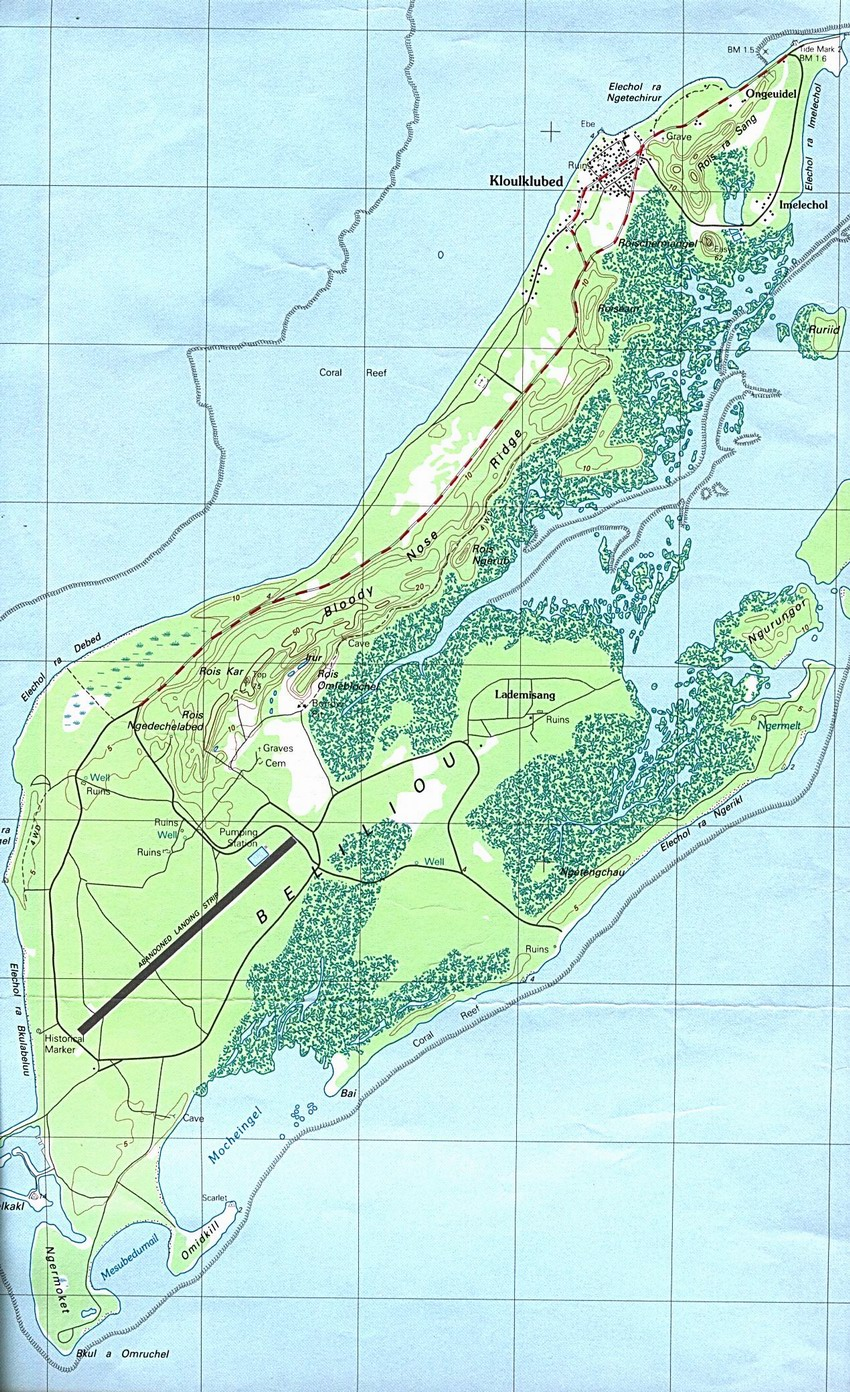

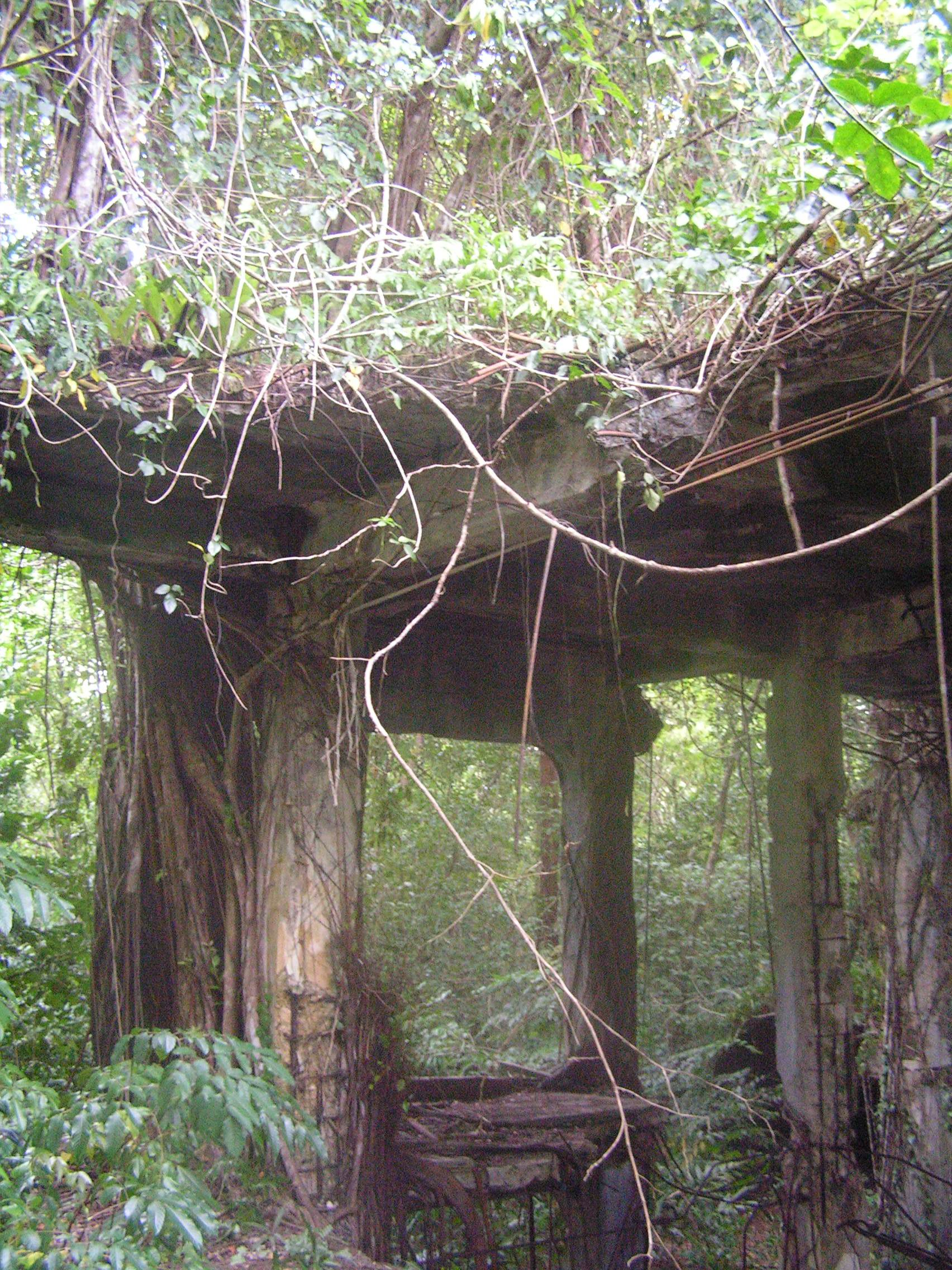

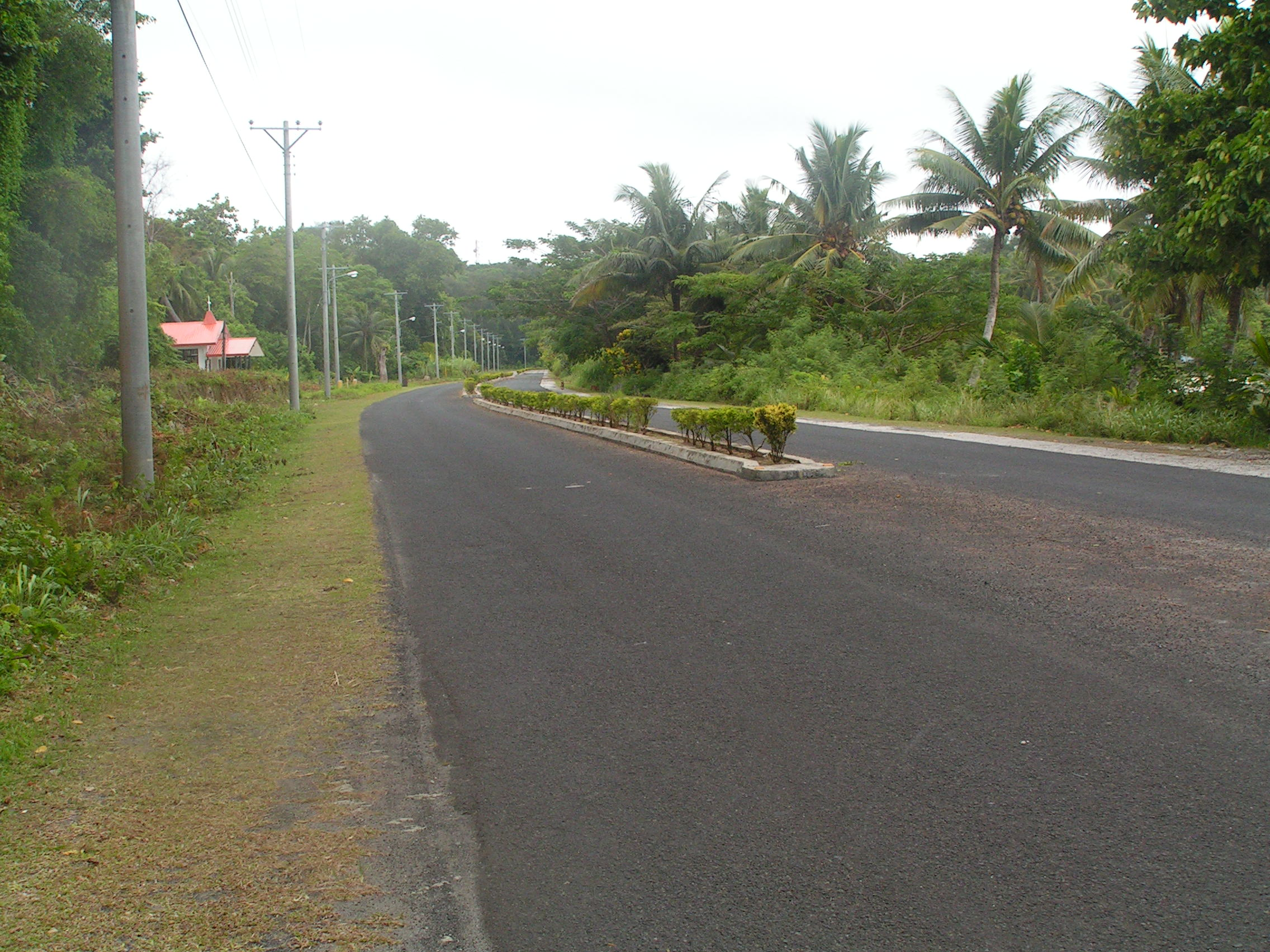

貝里琉島是帛琉的島嶼，位於安加爾島東北約10公里的太平洋海域，長9.8公里、寬1.6公里，面積13平方公里，最高點海拔高度75米，島上人口571人。